# Compagnie de chemin de fer du Katanga-Dilolo-Léopoldville
Pour les articles homonymes, voir KDL.

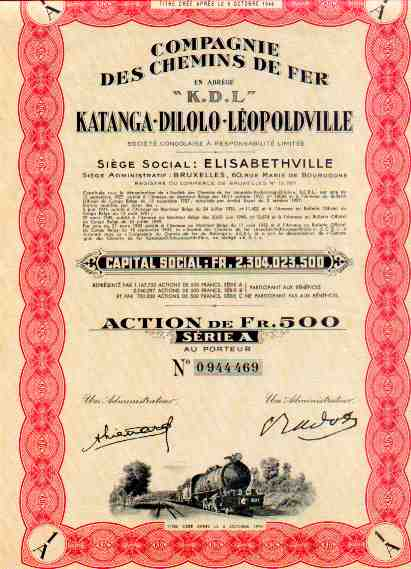
Action de la compagnie KDL

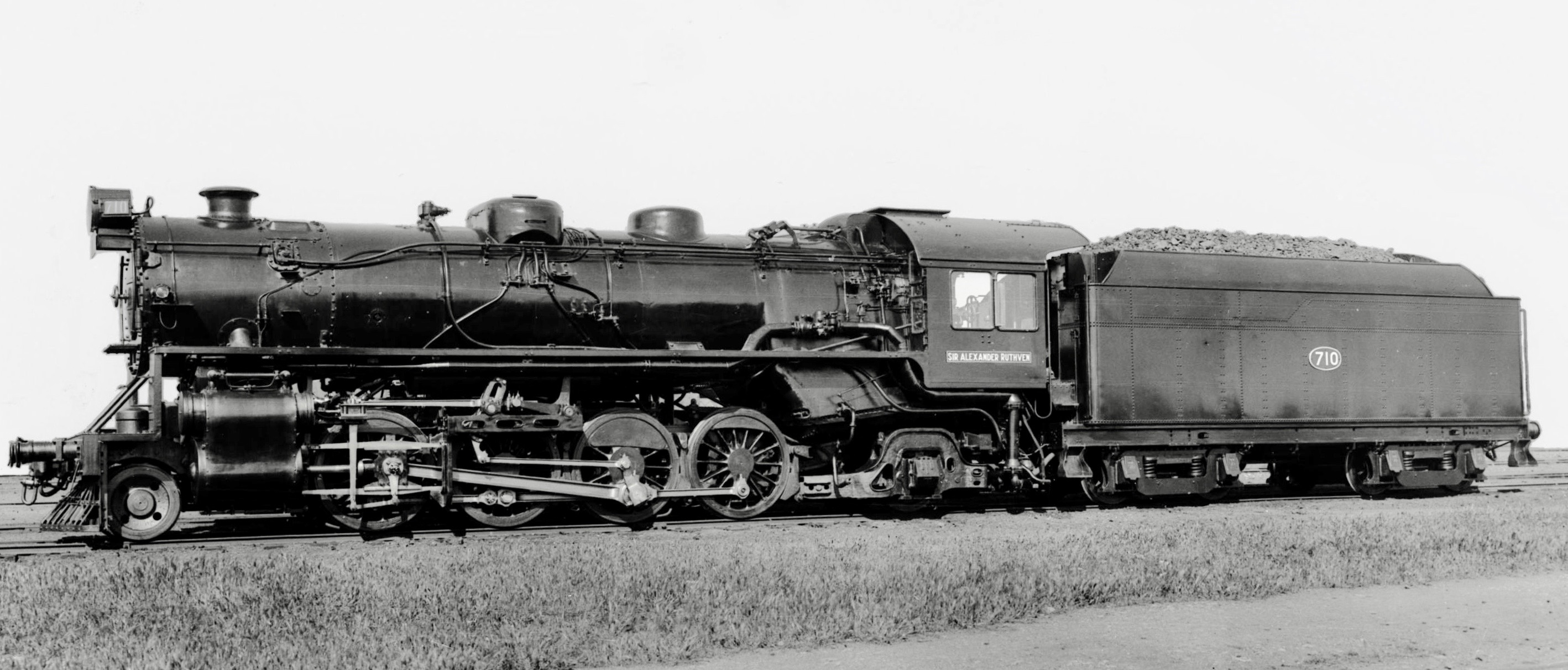
Locomotive type "Mikado"

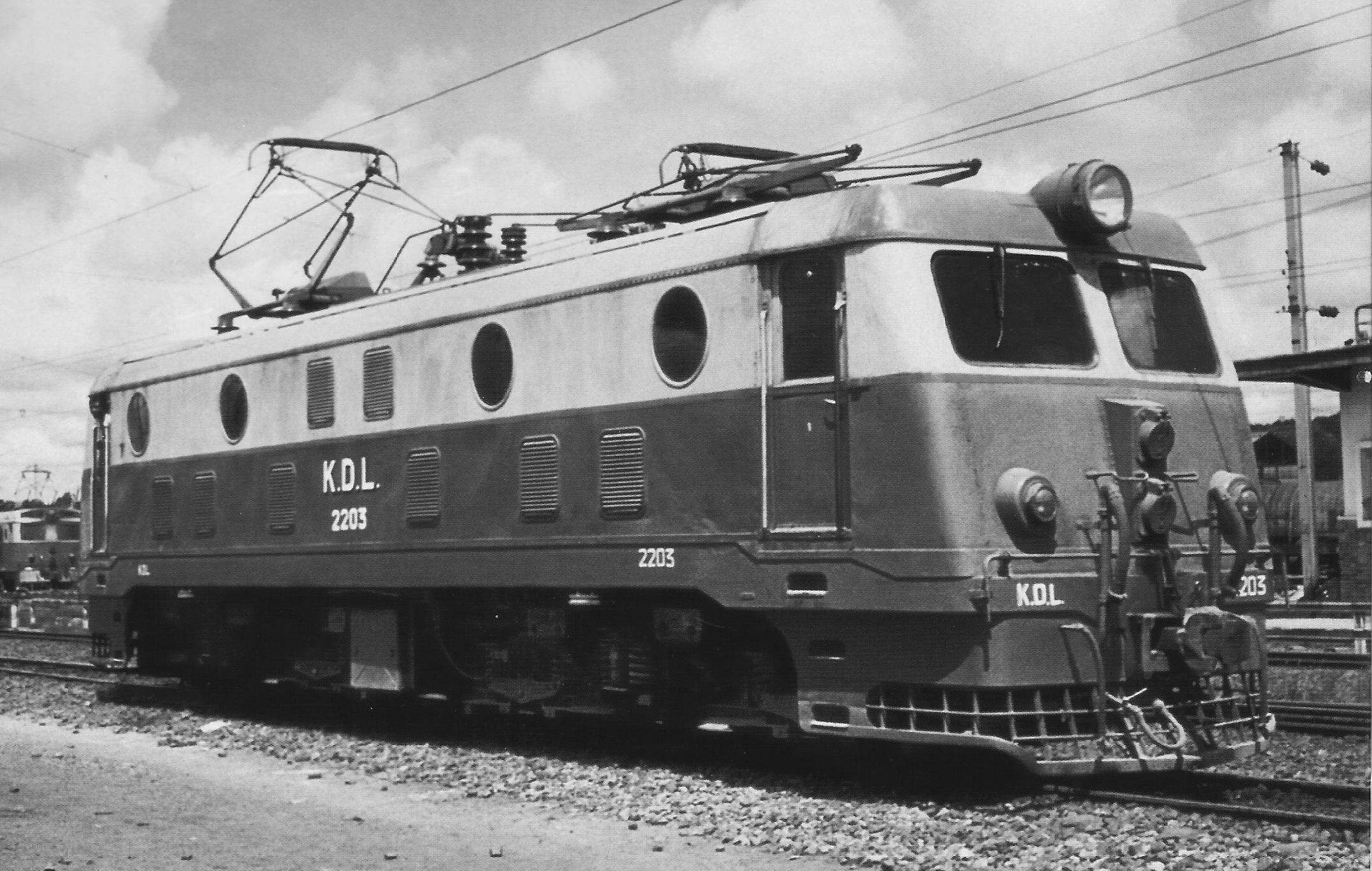
Locomotive type Bo'Bo' de 1956

La Compagnie des chemins de fer Katanga-Dilolo-Léopoldville (KDL) fut créée en 1952, par fusion entre la Compagnie de chemin de fer du Katanga et la Société de chemin de fer Léopoldville-Katanga-Dilolo. 

## Historique
Cette fusion fut l'œuvre de monsieur Olivier Jadot, président du conseil d'administration des deux sociétés CFK et LKD. 
La société KDL devenait ainsi l'unique concessionnaire du rail de la province du Katanga.
Ce fut aussi l'année du début de l'électrification de la liaison Elisabethville-Jadotville-Tenke-Kolwézi afin de pouvoir commencer à remplacer les locomotives à vapeur chauffées au bois ou au charbon de type Mikado et Mountain par des locomotives électriques. A la mi-1956, cette transformation était opérationnelle. En 1959 c'est le tronçon Tenke-Lubudi-Luena qui fut électrifié. Immédiatement après l'indépendance les sections Luena-Bukama-Kamina et Kolwézi-Mutshatsha furent aussi électrifiées. 
En effet la production locale de bois de chauffe avait atteint ses limites. Quant au charbon katangais produit par la mine de Luena, il est de mauvaise qualité (trop de cendres) et il fallait importer du charbon rhodésien de la mine de Wankie. Par contre les barrages hydroélectriques katangais pouvaient fournir toute l'électricité nécessaire.
L'essentiel des 213 locomotives et 3 726 wagons (wagons fermés, wagons à haussettes rabattantes, wagons-trémie, wagons frigorifiques, wagons bétailler, wagons-citerne) était consacré au transport de marchandises et de concentrés de minerais.
En 1957, 52 % de la production de cuivre, cobalt, zinc et étain était exportée par la voie nationale (KDL + Otraco), 26 % par l'Angola (KDL + CFB appelé aussi Chemin de fer de Benguela) et 22 % par le Mozambique (port de Beira) ou l'Afrique du Sud (ports de Durban et du Cap).
Si les locomotives du KDL n'allaient pas au-delà des gares frontières de Dilolo et Sakania, il n'en était pas de même pour les wagons K.D.L., C.F.B., C.F.M., R.R. ou S.A.R.-S.A.S. qui circulaient indifféremment sur les différents réseaux.
Le transport de passagers utilisait 3 automotrices pour une liaison journalière A-R rapide Jadotville-Elisabethville, et 140 voitures de 4 classes différentes. Un train-courrier hebdomadaire joignait Elisabethville, Jadotville et Kolwézi à Lobito en 3 jours et 3 nuits. Il était composé d'une locomotive électrique, de 8 à 10 wagons-lits (uniquement 1ère et 2e classe), d'un wagon-restaurant et d'un fourgon à bagages, et permettait aux résidents du Katanga d'embarquer sur un ville-boat de la Compagnie maritime Belge pour rejoindre Anvers. La section Dilolo-Lobito n'étant pas électrifiée il fallait, à Dilolo, remplacer la motrice électrique du KDL par une locomotive à vapeur angolaise du Chemin de fer de Benguela.
En 1956 pour l'exploitation de ses lignes, la compagnie employait 15 953 africains et 915 européens.
En 1960, la compagnie fut nationalisée et devint Compagnie des chemins de fer Kinshasa-Dilolo-Lubumbashi, appellation permettant de conserver le sigle KDL.
En 1973 la compagnie KDL disparut pour être intégrée dans la Société nationale des chemins de fer zaïrois (SNCZ) regroupant tous les réseaux ferrés du Zaïre.